# 大豊岡構想
大豊岡構想（だいとよおかこうそう）は、大正時代半ば〜昭和時代初めに当時の豊岡町が進めた近代化構想である。

## 北但馬地震前

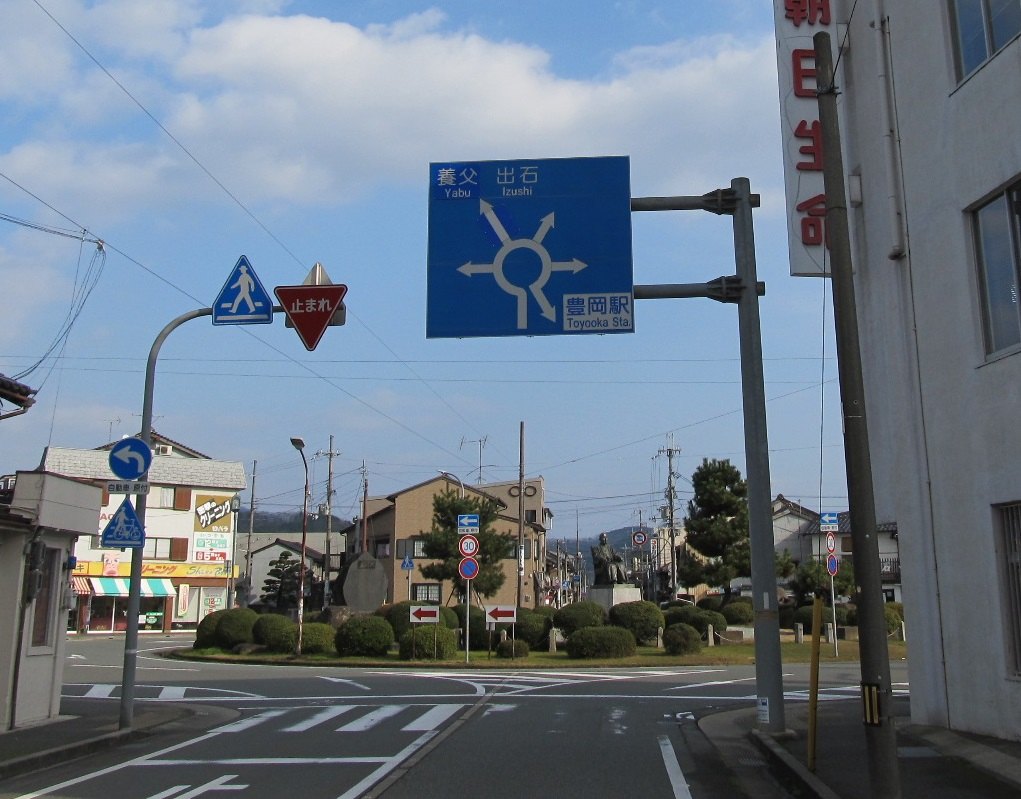
寿ロータリーと道路標識

豊岡町長の由利三左衛門（任：大正7年11月～大正13年9月）と助役の伊地智三郎右衛門は、第一次世界大戦に伴う好景気（大戦景気）を背景に、円山川改修・丹但鉄道建設（2018年現在の京都丹後鉄道）・耕地整理・上水道の建設を柱に「大豊岡ノ建設」を目指し、その一環として寿ロータリーが建設されている。
しかし、由利による大豊岡構想は町の財政を著しく膨張させ、町民の租税負担も急速に増大した。そのため、町民からは町政批判が起こり、社会運動の背景となった。　
豊岡町財政の膨張の要因として、豊岡尋常高等小学校校舎増改築が行われたことが挙げられる。1920年（大正9年）、当時の木造主流の中では珍しい鉄筋コンクリート造の増改築案が町会に提出され、承認された。この増改築は建物の老朽化という問題だけでなく、大豊岡構想及びその前史における政策にも起因している。豊岡町では1910年（明治43年）から毎年200人前後の人口増加が進んだため、1919年（大正8年）末までに約22%の人口増加となった。それに伴う児童数の増加によって小学校増改築の必要性が高まり、増改築案が作成された。これにより、1920年（大正9年）度の豊岡町歳出決算は前年度と比べて著しく増加した。

## 北但馬地震後
1925年（大正14年）5月23日に発生した北但馬地震（北但大震災）は、大規模な火災等、豊岡町にも大きな被害をもたらした。
1926年（大正15年）2月23日の町会で、町長となっていた伊地智三郎右衛門（任：大正13年12月～昭和5年3月）は、復興の具体的手段として「先づ都市生長発達の要件たる産業交通運輸に力を尽くすべく主として道路計画を樹立して市街の体裁を整へ物資集散の勢ひを助長」することが重要と述べ、大豊岡構想はさらに積極的に展開されることとなった
豊岡町は、震災復興再開発事業として耕地整理を名目に区画整理を進めた。
円山川の改修のほか、港村に属していた津居山港の改修も進められ、大豊岡構想は結果的に周辺の村部にも波及した。